# Grå fluesnapper
Den grå fluesnapper (Muscicapa striata) er en fluesnapper i ordenen af spurvefugle. Den når en længde på 14 cm. Den yngler i det meste af Europa og det vestlige Asien og overvintrer i Afrika og i det sydvestlige Asien.